# Aponogetonaceae
Famille
Classification APG III (2009)
Les Aponogetonaceae (Aponogétonacées) sont une famille de plantes monocotylédones. Selon Watson & Dallwitz, cette famille monogénérique comprend 47 espèces appartenant au genre Aponogeton.
Ce sont des plantes herbacées aquatiques, pérennes, à racine épaissie ou rhizomateuses des zones subtropicales à tropicales. 
Elles sont utilisées en aquariophilie et dans les jardins d'ornement aquatiques.

## Étymologie
Le nom vient du genre Aponogeton composé du nom d'une source romaine, Aquae Aponi, près de Palua en Italie, lui-même venant des mots grec πονος (aponos, indolent, sans cœur) et γειτον, (geiton, voisin).

## Classification
Depuis la classification phylogénétique APG II (2003) cette famille est située dans l'ordre des Alismatales.

## Liste des genres
Selon World Checklist of Selected Plant Families (WCSP) (14 avr. 2010), Angiosperm Phylogeny Website (14 avr. 2010), NCBI (14 avr. 2010), DELTA Angio (14 avr. 2010) et ITIS (14 avr. 2010) :
- genre Aponogeton L.f. (1782)

## Liste des espèces
Selon NCBI (14 avr. 2010) :
- genre Aponogeton
  - Aponogeton bullosus
  - Aponogeton crispus
  - Aponogeton distachyos
  - Aponogeton elongatus
  - Aponogeton euryspermus
  - Aponogeton fenestralis
  - Aponogeton hexatepalus
  - Aponogeton kimberleyensis
  - Aponogeton lakhonensis
  - Aponogeton lancesmithii
  - Aponogeton longiplumulosus
  - Aponogeton madagascariensis
  - Aponogeton proliferus
  - Aponogeton queenslandicus
  - Aponogeton rigidifolius
  - Aponogeton robinsonii
  - Aponogeton stachyosporus
  - Aponogeton ulvaceus
  - Aponogeton undulatus
  - Aponogeton vanbruggenii